# Kirk Thornton
Kirk Thornton (Portland (Oregon) (Oregon), 13 mei 1956), geboren als Sean Thornton, is een Amerikaanse (stem)acteur, (dialoog)regisseur en scenarioschrijver.

## Biografie
Thornton is vooral bekend als stemacteur in vooral animatiefilms en series en videogames.
Thornton is in 1979 met zijn carrière begonnen als stemacteur met de animatiefilm Panda Kopanda. Hierna heeft hij nog meer dan 690 films, televisieseries en videogames gedaan zoals Highway to Heaven (1987-1988), Mighty Morphin' Power Rangers (1993-1996), Power Rangers Zeo (1996), Power Rangers in Space (1998), Power Rangers Lost Galaxy (1999), Saibôgu 009 (2001-2002), Gungrave (2003-2004), Monster (2004-2005), Naruto (2004-2006), Digimon Data Squad (2006-2008) en Bleach (2004-2011).
De carrière van Thornton is moeilijk te volgen omdat hij met veel aliassen werkt.

## Filmografie

### Als (stem)acteur

#### Animatiefilms
Selectie:
- 2019 Playmobil: The Movie - als Ook-Ook
- 2019 The Queen's Corgi - als Donald Trump
- 2015 Hotel Transylvania 2 - als diverse stemmen
- 2008 Resident Evil: Degeneration – als president
- 2006 Bleach: Memories of Nobody – als ridder
- 2000 Digimon: The Movie – als Gabumon
- 1988 Akira – als diverse stemmen
- 1983 Hadashi no Gen – als diverse stemmen
- 1972 Panda Kopanda – als stem

#### Animatieseries
Uitgezonderd met minder dan 10 afleveringen:
- 2022 Tiger & Bunny - als diverse stemmen - 12 afl.
- 2021 Baki Hanma - als Yujiro / verteller - 12 afl.
- 2012 - 2020 Sword Art Online - als Klein - 13 afl.
- 2018 - 2020 Baki - als verteller / dokter / Yujiro - 33 afl.
- 2020 Dorohedoro - als verteller - 12 afl.
- 2019 - 2020 The seven deadly sins - als Waillo / Galand (stemmen) - 10 afl.
- 2019 Carole & Tuesday - als Jerry (stem) - 11 afl.
- 2015 - 2019 One Punch Man: Wanpanman - als Sitch / Snek / Zeniru - 13 afl.
- 2017 - 2018 Marvel Future Avengers - als verteller / Arnim Zola - 37 afl.
- 2018 Sirius the Jaeger - als Hanada / Gustav - 12 afl.
- 2017 - 2018 Sangatsu no Lion - als Kai Shimada - 17 afl.
- 2018 A.I.C.O. Incarnation - als vader van Aiko - 12 afl.
- 2014 - 2017 Sonic Boom - als Orbot / T.W. Barker / Shadow the Hedgehog - 56 afl.
- 2016 Beruseruku - als diverse stemmen - 12 afl.
- 2014 - 2015 Aldnoah.Zero - als Saazbaum - 23 afl.
- 2007 – 2015 Naruto: Shippûden – als Chiriku en Kisame Hoshigaki en Sajo – 106 afl.
- 2013 - 2015 Peter Rabbit - als Jeremy Fisher / Pickles / Jeremy Fisher, Pickles - 51 afl.
- 2004 – 2011 Bleach – als diverse stemmen – 138 afl.
- 2010 - 2011 Cloud Bread -  als papa en Panda klerk – 26 afl.
- 2007 – 2008 Blue Dragon – als Minotaur en boer – 40 afl.
- 2004 – 2006 Naruto – als diverse stemmen – 20 afl.
- 2006 Tokko – als Takeru Inukai – 11 afl.
- 2005 – 2006 Idaten Jump – als diverse stemmen – 21 afl.
- 2005 Gun x Sword – als de Klauw – 26 afl.
- 2003 – 2005 Bobobo-bo bo-bobo – als Don Patch – 76 afl.
- 2004 – 2005 Monster – als diverse stemmen – 13 afl.
- 2004 – 2005 Samurai chanpurû – als Jin – 26 afl.
- 2003 – 2004 Gungrave – als diverse stemmen – 23 afl.
- 1999 – 2003 Digimon: Digital Monsters – als diverse stemmen – 42 afl.
- 2002 – 2003 Overman King-Gainer – als Gain Bijou – 26 afl.
- 2002 Tenchi Muyô! GXP – als Barry en Seryo Tennan en Wau – 26 afl.
- 2001 – 2002 Saibôgu 009 – als Cyborg 002 en Jet Link – 40 afl.
- 1999 Arc the Lad – als soldaat en Toshu en Vilmer – 26 afl.
- 1995 Street Fighter II: V – als Guile – 13 afl.

#### Films
- 2005 Nomad – als Barak (stem)
- 2004 What the #$*! Do We (K)now!? – als diverse stemmen (documentaire)
- 2002 Alive – als Kojima (stem)
- 1998 Sun faas au al – als Woody Invincible (stem)
- 1991 Defenseless – als campagnemedewerker
- 1989 The Revenge of Al Capone – als verslaggever

#### Televisieseries
Uitgezonderd eenmalige gastrollen.
- 2016 - 2018 Marseille - als Farid - 14 afl.
- 2011 Red Faction: Armageddon - The Machinima Miniseries - als Macready - 5 afl.
- 1988 – 1996 Murder, She Wrote – als politieagent – 2 afl.
- 1987 – 1988 Highway to Heaven - als Tom – 3 afl.

#### Computerspellen
Selectie:
- 2020 The Last of Us Part II - als WLF Militia
- 2019 Dead or Alive 6 - als NiCO's superior
- 2019 Kingdom Hearts III - als Saïx
- 2018 Super Smash Bros. Ultimate - als Shadow the Hedgehog
- 2018 World of Warcraft: Battle for Azeroth - als stem
- 2018 Valkyria Chronicles 4 - als Andre Dunois
- 2017 Horizon Zero Dawn: The Frozen Wilds - als Hishavan
- 2017 Middle-earth: Shadow of War - als Orcs
- 2016 Mario & Sonic op de Olympische Spelen: Rio 2016 - als Shadow the Hedgehog / Zik
- 2015 Lego Dimensions - als Shadow the Hedgehog
- 2014 Super Smash Bros. voor 3DS en Wii U - als Shadow the Hedgehog
- 2014 Call of Duty: Advanced Warfare - als diverse stemmen
- 2014 Middle-earth: Shadow of Mordor - als Orcs
- 2013 Mario & Sonic op de Olympische Winterspelen: Sotsji 2014 - als Shadow the Hedgehog
- 2013 Saints Row IV - als stem
- 2013 Sonic & All-Stars Racing Transformed - als Shadow the Hedgehog
- 2012 Call of Duty: Black Ops II - als secretaris van de schatkamer
- 2012 World of Warcraft: Mists of Pandaria - als Grand Magister Rommath
- 2012 Guild Wars 2 - als Brakk / Cameron / Surge Searjaw
- 2011 Star Wars: The Old Republic – als stem
- 2011 Mario & Sonic op de Olympische Spelen: Londen 2012 - als Shadow the Hedgehog / Orbot
- 2011 Saints Row: The Third - als stem
- 2011 The Elder Scrolls V: Skyrim - als stem
- 2011 Sonic Generations - als Shadow the Hedgehog
- 2010 World of Warcraft: Cataclysm - als Enchanted Magus / Mostrasz
- 2010 Call of Duty: Black Ops – als stem
- 2010 Metro 2033 – als stem
- 2009 Final Fantasy XIII – als Cocoon-bewoner
- 2009 Call of Duty: Modern Warfare 2 – als diverse stemmen
- 2009 Dragon Age: Origins – als diverse stemmen
- 2009 Red Faction: Guerrilla – als stem
- 2009 Monsters vs. Aliens – als stem
- 2008 EndWar – als stem
- 2008 Shin Megami Tensei: Persona 4 – als Kinshiro Morooka
- 2007 Supreme Commander – als stem
- 2006 Samurai Champloo – als Jin
- 2005 Kingdom Hearts II – als Saix
- 2005 Rogue Galaxy – als diverse stemmen
- 1996 Where in the U.S.A. Is Carmen Sandiego? – als stem

### Als regisseur
- 2015 Screamride - videospel
- 2015 Durarara!!x2 - televisieserie - 2 afl.
- 2013 State of Decay - videospel
- 2006 Time Crisis 4 – videospel

### Als scenarioschrijver
- 1999 Street Fighter Zero – tv-film

### Als zichzelf
- 2008 Adventures in Voice Acting - documentaire